# Edotia triloba
Edotia triloba är en kräftdjursart som först beskrevs av Thomas Say 1818.  Edotia triloba ingår i släktet Edotia och familjen tånglöss. Inga underarter finns listade i Catalogue of Life.